# Georg Brunner
Georg Brunner (15. prosinca 1897. — 16. studenog 1959.) je bivši njemački hokejaš na travi. Igrao je na mjestu vratara.
Osvojio je brončano odličje na hokejaškom turniru na Olimpijskim igrama 1928. u Amsterdamu igrajući za Njemačku. Na turniru je odigrao sva četiri susreta.

## Vanjske poveznice
- Profil na Database Olympics